# Diocesi di Suelli

Mappa delle diocesi e delle province ecclesiastiche sarde in epoca medievale.

La diocesi di Suelli (in latino Dioecesis Suellensis) è una sede soppressa e sede titolare della Chiesa cattolica in Sardegna.

## Territorio
La diocesi si estendeva nel sud-ovest della Sardegna ed aveva giurisdizione sulle parrocchie dei villaggi di Arzana, Bari Sardo, Baunei, Durgodor, Elini, Ertili, Esterzili, Gairo, Genossi, Gersalai, Girasole, Guidilasso, Ilbono, Jerzu, Lanusei, Lentiscu, Lessey, Lotzorai, Manurri de Montibus, Osini, Perdasdefogu, Quirra, Sadali, San Pietro di Quirra, Seui, Seulo, Suelli, Talana, Tertenia, Tortolì, Triei, Turbengentilis, Ulassai, Urlo, Urzulei, Ussassai, Villagrande Strisaili, Villanova Strisaili.
Sede vescovile era la città di Suelli, dove fungeva da cattedrale la chiesa di San Pietro. La città era un'exclave della diocesi, all'interno della diocesi di Dolia.

## Storia
Suelli è stata sede di un'antica diocesi della Sardegna nel giudicato di Cagliari, suffraganea dell'arcidiocesi di Cagliari. La tradizione attribuisce la nascita della diocesi all'opera di evangelizzazione di san Giorgio, che promosse la diffusione del cristianesimo nelle terre dell'Ogliastra e della Barbagia tra la fine del X secolo e gli inizi dell'XI.
Primo vescovo storicamente documentato è Giovanni, il cui nome appare tra le sottoscrizioni di due diplomi a favore dei Benedettini di San Vittore di Marsiglia e datati tra il 1111 e il 1112.
Dopo Giovanni, la cronotassi riporta una serie di poco più di 20 vescovi per i successivi 3 secoli circa, con un vuoto di quasi un secolo tra Sergio (1225-1237) e Michele di Fraga, eletto nel 1344, dovuta, secondo gli storici, o alla soppressione della diocesi, o semplicemente per la difficoltà di reperire documentazione al riguardo.
La sede fu soppressa da papa Martino V il 12 febbraio 1420 e il suo territorio inglobato in quello dell'arcidiocesi di Cagliari. «Le cause che hanno portato alla soppressione della diocesi di Suelli sono riconducibili alla scarsa disponibilità di fondi che non permettevano dunque al Vescovo di avere il decoro richiesto dalla dignità pastorale, questo portò la Santa Sede a dover intervenire economicamente per sopperire alle mancanze della diocesi.»
Sul territorio dell'antica diocesi, nel 1824 fu eretta la diocesi dell'Ogliastra (dioecesis Oleastrensis) con sede a Tortolì, trasferita a Lanusei nel 1927.
Dal 1969 Suelli è annoverata tra le sedi vescovili titolari della Chiesa cattolica; dal 22 febbraio 2013 l'arcivescovo, titolo personale, titolare è Brian Udaigwe, nunzio apostolico in Etiopia.

## Cronotassi

### Vescovi
- San Giorgio † (XI secolo)
- Giovanni di Barbagia † (menzionato nel 1111 o 1112)[8]
- Pietro Pintori † (prima del 1114/1120 - dopo il 1130 circa)[9]
- Pietro Macis † (prima del 1150 circa - dopo il 1163)[10]
- Paolo † (menzionato nel 1200/1212 circa)[11]
- Torchitorio † (menzionato nel 1215 e nel 1217)[12]
- Sergio (Cherchi o Cerchis) † (prima del 1225 - dopo il 1237)[13]
- Alberto ? † (menzionato nel 1240 circa)[13]
- Anonimo (Paolo II ?) † (menzionato nel 1263)[13]
- Anonimo † (menzionato nel 1304)[13]
- Cuxo † (? deceduto)
- Michele di Fraga, O.P. † (5 luglio 1344 - ?)
- Pietro I † (? - circa 1349 deceduto)
- Guglielmo Kos (o Ros), O.P. † (5 novembre 1349 - ? deceduto)
- Guglielmo Domenico, O.P. † (14 ottobre 1353 - ? deceduto)
- Pietro II † (11 agosto 1363 - ? deceduto)
- Giacomo † (menzionato nel 1368)[14]
- Pietro III † (prima del 9 febbraio 1374 - circa 1380 deceduto)[14]
  - Jacopo Ayas, O.P. † (20 aprile 1384 - 18/21 marzo 1399 deceduto) (obbedienza avignonese)[15]
- Jacopo di Malzia, O.F.M. † (1380 - circa 1386)[16]
- Benedetto di Ascoli †[17]
- Jacopo Scutiferi, O.E.S.A. † (22 settembre 1386 - ?)[17]
- Domenico † (12 maggio 1389 - ?)
  - Pietro Gilbert, O.P. † (prima del 21 aprile 1399 eletto - circa luglio 1409 deceduto) (obbedienza avignonese)[18]
  - Elia, O.F.M. † (1410 - circa 1412 dimesso) (obbedienza pisana?)[19]
- Geraldo Vermell † (27 aprile 1412 - prima del 18 gennaio 1420 deceduto)[20]

### Vescovi titolari
- Leo Joseph Brust † (22 agosto 1969 - 31 gennaio 1995 deceduto)
- Alberto Tanasini † (6 luglio 1996 - 20 marzo 2004 nominato vescovo di Chiavari)
- Ramón Castro Castro (2 aprile 2004 - 8 aprile 2006 nominato vescovo di Campeche)
- Oscar Vicente Ojea Quintana (24 maggio 2006 - 7 ottobre 2009 nominato vescovo coadiutore di San Isidro)
- Brian Udaigwe, dal 22 febbraio 2013